# 荊州 (胡漢)
荊州是五胡十六国中汉国的州。
汉昭武帝嘉平元年（311年），汉国攻克西晋首都洛阳，在洛阳（治所在今河南省洛阳市东）设置荆州，荆州下辖河南郡、弘农郡、上洛郡。河南郡下辖洛阳县、河南县、巩县、河阴县、新安县；弘农郡下辖弘农县、湖县、陕县、渑池县；上洛郡下辖上洛县、商县、卢氏县。刘聪以赵固为荆州刺史、领河南太守，镇守洛阳。靳准之乱被刘曜平定，刘曜迁都长安，洛阳一带被后赵石勒攻克，后赵废除荊州。